# Bonnaroo Music Festival
 (février 2017).
Si vous disposez d'ouvrages ou d'articles de référence ou si vous connaissez des sites web de qualité traitant du thème abordé ici, merci de compléter l'article en donnant les références utiles à sa vérifiabilité et en les liant à la section « Notes et références ».

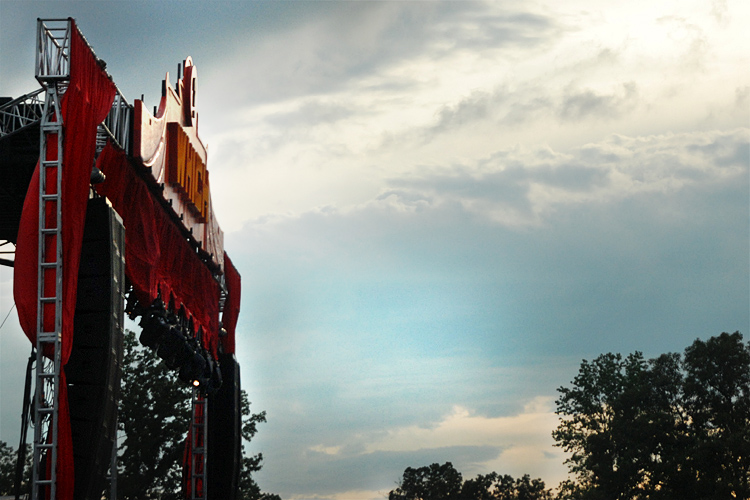
Bonnaroo Music Festival, Manchester, TN.

Le Bonnaroo Music Festival est un festival de musique américain se déroulant à Manchester dans le Tennessee.
La première édition du festival, en 2002, a été organisée par le producteur Ashley Capps, attirant 70 000 visiteurs. Le festival tient son nom de l'album Desitively Bonnaroo du compositeur et pianiste Dr. John. En argot créole de New Orleans, bonnaroo signifie “le meilleur de la rue.”
Parmi les invités : Bonnie Raitt, Bruce Springsteen, Bob Dylan, Jay-Z, U2, Nick Cave, Emmylou Harris, Pearl Jam, Eminem, et Radiohead, entre autres.
En 2020, le festival a été annulé en raison de la pandémie de COVID-19.